# Persone di cognome Jones/Cestisti
| Questa pagina contiene informazioni ricavate automaticamente dalle voci biografiche con l'ausilio del template Bio e di un bot. L'aggiornamento è periodico e automatico e ricostruisce completamente la pagina. Se manca una persona in questa lista, sei pregato di non aggiungerla, ma accertati piuttosto che la sua voce biografica contenga il template Bio e che i dati anagrafici siano correttamente compilati. Se il template Bio manca, inseriscilo tu stesso o, in alternativa, metti l'avviso {{tmp\|Bio}} che ne segnala la mancanza. Se i dati riportati sono sbagliati, correggi direttamente la voce biografica; le modifiche saranno visibili in questa lista entro pochi giorni. Per chiarimenti vedi il progetto antroponimi. La lista contiene solo le 86 persone che sono citate nell'enciclopedia e per le quali è stato implementato correttamente il template Bio. Pagina aggiornata al 22 gen 2025. |

Questa è una lista di persone presenti nell'enciclopedia che hanno il cognome Jones e sono cestisti.

## A(5)
- Anthony Jones, ex cestista statunitense (Washington, n. 1962)
- Anthony Jones, ex cestista statunitense (Lawton, n. 1967)
- Aaron Jones, cestista statunitense (Tuscaloosa, n. 1993)
- Andre Jones, cestista statunitense (Suffolk, n. 1990)
- Askia Jones, ex cestista statunitense (Filadelfia, n. 1971)

## B(1)
- Blake Jones, cestista australiano (Canberra, n. 2002)

## C(11)
- Bill Jones, ex cestista e allenatore di pallacanestro statunitense (Detroit, n. 1966)
- Charles Jones, ex cestista statunitense (Scooba, n. 1962)
- Charles Jones, ex cestista statunitense (Brooklyn, n. 1975)
- Chris Jones, cestista statunitense (Memphis, n. 1991)
- Caldwell Jones, cestista e allenatore di pallacanestro statunitense (McGehee, n. 1950 - Decatur, † 2014)
- Cameron Jones, cestista statunitense (Fort Lewis, n. 1989)
- Carlik Jones, cestista statunitense (Cincinnati, n. 1997)
- Charles Jones, ex cestista statunitense (McGehee, n. 1957)
- Christian Jones, cestista statunitense (Arlington, n. 1993)
- Chris Jones, cestista statunitense (Garland, n. 1993)
- Colby Jones, cestista statunitense (Birmingham, n. 2002)

## D(13)
- Dwight Jones, cestista statunitense (Houston, n. 1952 - The Woodlands, † 2016)
- Dahntay Jones, ex cestista statunitense (Trenton, n. 1980)
- Damian Jones, cestista statunitense (Baton Rouge, n. 1995)
- Damon Jones, ex cestista e allenatore di pallacanestro statunitense (Galveston, n. 1976)
- DeQuan Jones, cestista statunitense (Stone Mountain, n. 1990)
- DeVante' Jones, cestista statunitense (New Orleans, n. 1998)
- Dillon Jones, cestista statunitense (Columbia, n. 2001)
- Dominique Jones, cestista statunitense (Lake Wales, n. 1988)
- Dominique Victor Jones, cestista statunitense (Harlem, n. 1988)
- Domonic Jones, ex cestista statunitense (Richmond, n. 1981)
- Dontae' Jones, ex cestista statunitense (Nashville, n. 1975)
- Dwayne Jones, ex cestista e allenatore di pallacanestro statunitense (Morgantown, n. 1983)
- Dwight Jones, ex cestista statunitense (St. Louis, n. 1961)

## E(2)
- Earl Jones, ex cestista statunitense (Oak Hill, n. 1961)
- Eddie Jones, ex cestista statunitense (Pompano Beach, n. 1971)

## F(1)
- Fred Jones, ex cestista statunitense (Malvern, n. 1979)

## H(2)
- Herb Jones, cestista statunitense (Atlanta, n. 1970 - † 2021)
- Herbert Jones, cestista statunitense (Greensboro, n. 1998)

## I(1)
- Isaac Jones, cestista statunitense (Spanaway, n. 2000)

## J(12)
- Collis Jones, ex cestista statunitense (Washington, n. 1949)
- Jake Jones, ex cestista statunitense (n. 1949)
- Jeff Jones, ex cestista e allenatore di pallacanestro statunitense (Covington, n. 1960)
- Jimmy Jones, ex cestista statunitense (Tallulah, n. 1945)
- Johnny Jones, ex cestista statunitense (Washington, n. 1943)
- Jalen Jones, cestista statunitense (Dallas, n. 1993)
- Jamal Jones, cestista statunitense (Searcy, n. 1993)
- Jarrod Jones, cestista statunitense (Michigan City, n. 1990)
- Jemerrio Jones, cestista statunitense (Memphis, n. 1995)
- Jeremy Jones, cestista statunitense (San Antonio, n. 1996)
- Joseph Jones, ex cestista statunitense (Normangee, n. 1986)
- Jumaine Jones, ex cestista statunitense (Cocoa Beach, n. 1979)

## K(3)
- Kai Jones, cestista bahamense (Nassau, n. 2001)
- K.C. Jones, cestista e allenatore di pallacanestro statunitense (Taylor, n. 1932 - † 2020)
- Kevin Jones, cestista statunitense (Mount Vernon, n. 1989)

## L(3)
- Lucky Jones, cestista statunitense (Newark, n. 1993)
- Lamont Jones, cestista statunitense (Harlem, n. 1990)
- Lazeric Jones, cestista statunitense (Chicago, n. 1990)

## M(8)
- Mark Jones, ex cestista statunitense (Milwaukee, n. 1975)
- Mark Jones, ex cestista statunitense (Rochester, n. 1961)
- Matt Jones, ex cestista statunitense (DeSoto, n. 1994)
- Mike Jones, ex cestista statunitense (Phoenix, n. 1967)
- Major Jones, ex cestista statunitense (McGehee, n. 1953)
- Marcel Jones, cestista statunitense (Los Angeles, n. 1985)
- Marvin Jones, cestista statunitense (Chicago, n. 1993)
- Mason Jones, cestista statunitense (Dallas, n. 1998)

## O(1)
- Ozell Jones, cestista statunitense (Long Beach, n. 1960 - Lancaster, † 2006)

## P(2)
- Phil Jones, ex cestista statunitense (Nashville, n. 1985)
- Phill Jones, ex cestista neozelandese (Christchurch, n. 1974)

## R(4)
- Bobby Jones, ex cestista statunitense (Charlotte, n. 1951)
- Nick Jones, ex cestista statunitense (Portland, n. 1945)
- Rich Jones, ex cestista statunitense (Memphis, n. 1946)
- Robin Jones, cestista statunitense (St. Louis, n. 1954 - Chicago, † 2018)

## S(6)
- Sam Jones, cestista e allenatore di pallacanestro statunitense (Wilmington, n. 1933 - † 2021)
- Steve Jones, cestista statunitense (Alexandria, n. 1942 - † 2017)
- Shawn Jones, cestista statunitense (Miami, n. 1992)
- ShawnDre' Jones, cestista statunitense (Richmond, n. 1994)
- Shelton Jones, ex cestista statunitense (Copiague, n. 1966)
- Spencer Jones, cestista statunitense (Kansas City, n. 2001)

## T(5)
- Tajion Jones, cestista statunitense (Oak Ridge, n. 1999)
- Terrence Jones, cestista statunitense (Portland, n. 1992)
- Tre Jones, cestista statunitense (Apple Valley, n. 2000)
- Tyrique Jones, cestista statunitense (Bloomfield, n. 1997)
- Tyus Jones, cestista statunitense (Burnsville, n. 1996)

## W(6)
- Hutch Jones, ex cestista statunitense (Buffalo, n. 1959)
- Larry Jones, ex cestista e allenatore di pallacanestro statunitense (Columbus, n. 1942)
- Wah Wah Jones, cestista e allenatore di pallacanestro statunitense (Harlan, n. 1926 - Lexington, † 2014)
- Wali Jones, ex cestista statunitense (Filadelfia, n. 1942)
- Wil Jones, ex cestista statunitense (McGehee, n. 1947)
- Willie Jones, ex cestista statunitense (n. 1936)